# E (DVD)
E è una raccolta su DVD e VHS dei video di Eminem.
È stato pubblicato il 19 dicembre 2000. Contiene i videoclip di alcuni suoi primi singoli, tra cui:
- Stan
- The Way I Am
- The Real Slim Shady
- Role Model
- Guilty Conscience
- My Name Is
- Just Don't Give A Fu*k